# Єва (ім'я)
Єва (івр. חוה, Хава — дослівно «подателька життя») — жіноче ім'я, український варіант єврейського імені חוה («Хава»).

## Етимологія та використання як імені
Дослівно з івриту означає «подателька життя», але в даному контексті вживається в значенні «жвава», «пустотлива».  
Також Єва — це зменшувальна форма деяких жіночих (Євангеліна, Євлампія, Євлалія, Євгенія, Євдокія, Єфросинія, Євніка) і чоловічих (Євкакій, Євлампій, Євлалій, Євстигній, Євтропій, Євген, Євдоким) імен.

## Відомі носійки
- Єва — в авраамічних релігіях прародителька людства, дружина Адама.
- Єва (Павлова) — православна свята, преподобномучениця, ігуменя, пам'ять 27 серпня[3].
- Єва Браун (1912—1945) — німецька фотографка, коханка Адольфа Гітлера.
- Єва-Джейн Вілліс (нар. 1984) — ірландська акторка.
- Єва Лена — шведська кіноакторка, супермодель 1980-х.
- Єва Лонгорія (нар. 1975) — американська режисерка, продюсерка, активістка і підприємиця.
- Єва Мендес (нар. 1974) — американська акторка.
- Єва Мартон (при народженні Єва Генріх; нар. 1943) — угорська оперна співачка.
- Єва Кайлі (нар. 1978) — грецька політична діячка та телеведуча.
- Єва Леонідівна Польна (нар. 1975) — російська співачка, композиторка та авторка пісень.
- Єва Димитрова Янева (нар. 1985) — болгарська волейболістка.
- Ева Перон (1919—1952) — аргентинська політична діячка.
- Ева Ґрін (нар. 1980) — французька акторка театру та кіно, модель. Дочка акторки Марлен Жобер.
- Ева Шикульська (нар. 1949) — польська акторка театру та кіно.